# بجر (آلاسکا)
بجر (به انگلیسی: Badger) یک منطقهٔ مسکونی در ایالات متحده آمریکا است که در Fairbanks North Star Borough واقع شده‌است. بجر ۱۷۲٫۷۸ کیلومتر مربع مساحت و ۱۹٬۴۸۲ نفر جمعیت دارد.